# Rutger Hauer
Rutger Oelsen Hauer (23. siječnja 1944. – 19. srpnja 2019.), priznati i slavni nizozemski glumac. Najpoznatiji je po ulozi u kultnom znanstvenofantastičnom filmu Istrebljivač.

## Životopis
Rodio se u gradu Breukelenu, nekoliko kilometara od Amsterdama, gdje je odrastao. Otac Arend i majka Teunke bili su glumci i predavači drame, tako da su Rutgera i njegove tri sestre (jedna starija i dvije mlađe) odgajale većinom dadilje.
Kao mladić, Rutger je bio nemiran, jednom je, igrajući se šibicama, zapalio stog sijena. Ne mogavši podnijeti disciplinu koja je vladala u njegovom okruženju, u 15. godini pobjegao je na more i proveo godinu dana ribajući palube jedne fregate u sklopu nizozemske trgovačke mornarice. Vrativši se kući, nakon što je vidio dosta svijeta, tri je godine radio kao električar i stolar, usput se priključivši amaterskoj kazališnoj družini.
Godine 1968. nastupio je u seriji Floris, srednjovjekovnom ostvarenju nalik na filmove o Ivanhoeu, kojom je stekao ime i ugled u Nizozemskoj. Nakon što je kratko bio u Hollywoodu, vratio se kući, gdje počinje suradnju s redateljem Paulom Verhoevenom.
Vratio se u Hollywood gdje se uspio probiti i ostvariti značajne uloge. Do sada je nastupio u nizu više ili manje uspješnih ostvarenja, ali njegov talent je uvijek dolazio do izražaja. Među filmovima se kao najpoznatiji ističe "Istrebljivač".
Rutger se ženio dva puta, ima kćer Ayshu, također glumicu, a od 1988. je i djed. Veliki je pristaša ekologije, a uspostavio je i zakladu koja se bori za podizanje svijesti o AIDS-u.
Dazzle (2009 - Cyrus Frisch) je isto tako prvi film koji je Hauer snimio u domovini, nakon gotovo 29 godina. Indiewire opsuje Dazzle kao „super-cool filmski izazov, triler nalik na Odvratnost s estetikom dnevničkog filma  Chrisa Markera “. 
Zovu ga "nizozemski Paul Newman".

## Uloge
(izbor)
- Turks Fruit, 1973.
- All Works, 1981.
- Istrebljivač, 1982.
- Bijeg iz Sobibora, 1987.
- Domovina (eng. Fatherland), snimljen prema istoimenom romanu 1994.
- Batman: Početak, 2005.
- Merlin, 3-satna miniserija iz 1998.
- Oogverblindend (Dazzle): Cyrus Frisch, 2009.

## Vanjske poveznice
- Službena stranica
- Rutger Hauer u internetskoj bazi filmova IMDb-u (engl.)